# Паладь-Комарівці
Паладь-Комарівці (угор. Palágykomoróc) — село в Ужгородському районі Закарпатської області.

## Історія
В урочищі Церковний Горб – поселення давніх слов’ян VIII – IX століть. Досліджувалося в 1974 році С.І.Пеняком. Відкрито житла, господарські споруди. В урочищі Острув на дюні – поселення провінційно-римської культури ІІІ – IV століть нашої ери.
Його назва вперше згадується в 1325 році як Polad.
У письмових джерелах село відоме під назвами «Komorouch», «Komoroch». Перша повна згадка про нього відноситься до 1409 роки, коли один із землевласників до свого прізвища додав прикладку «комарівський». 
Мабуть, назва села походить від слов'янського слова «комар» (місцевість комарів), що дали йому давні слов'яни. Як свідчать археологічні дані, вони проживали в цій місцевості від VII століття нашої ери.
У 1427 році Паладь-Комарівці були оподатковані від 4 порт, що свідчить про те, що село виникло в період XII—XIII століть. 
У 1436 році Palágyiak стали єдиними власниками поселення. Потім, після вимирання чоловічої гілки сім'ї, частина маєтку перейшла до державної власності, а інша частина перейшла до родини Берчені через Марію Рейпаші, вдову останнього члена родини Паладь.З XVI століття Паладь Комарівці належали землевласникам Салаям і Моріцам. Найбільша кількість селянських господарств припадає на XV століття, коли Їх було 15. На початку XVIII століття у селі залишилось 7 залежних домогосподарств та садиба землевласника.
Джерела XVIII століття відносять Паладь-Комарівці до угорських сіл.
У 19 столітті частина села була у власності графа Яноша Бутлера, який похований у гробниці церкви і згадується у романі Калмана Міксата «Дивний шлюб».
У давнину біля села Паладь знаходився маленький населений пункт, який належав роду Паладі. Перші відомості про це село датується в 1696 р. Населення даної місцевості: в основному угорці реформатськой віри.
Поблизу села проходить державний кордон зі Словаччиною, неподалік від словацького села Руська, у якому також проживають переважно угорці. До 1945 року обидва села з'єднувала дорога, зараз вона закрита шлагбаумом біля стовпа №338 і колючим дротом радянських часів.

## Релігія
1729 рік. Існує переказ, що закладений в XIII в. і від цього часу збереглася крипта. Первісний вигляд не збережено - пожежа на початку XVIII в. знищила всі дерев'яні конструкції. Перебудови були закінчені в 1729 р, тоді надбудована кам'яна дзвіниця з готичним дерев'яним завершенням. Переробки зафіксовані в написи на стіні. Стіни складені з цегли, фундаменти і крипта - з каменю. У плані споруда прямокутне з тригранної апсидою, укріпленої контрфорсами. Перекриття плоскі дерев'яні. Пол кам'яний. Готичні стрілчасті перемички віконних прорізів збереглися на другому ярусі дзвіниці. Праворуч від входу - ліпний барочний декор з напівстертої латинським написом, розміщений на контрфорсі. В інтер'єрі зберігся різьбленими дерев'яними меблями. Територія пам'ятника має кам'яну огорожу з металевими ґратами XX ст. Споруда - своєрідний приклад провінційної готичної архітектури на Закарпатті.
Докладніше: Реформатська церква (Паладь-Комарівці)

храм Різдва Пр. Богородиці (1850)
У 1751 році стараннями Стефана і Мартина Паладі в селі розпочато будівництво нової дерев’яної церкви, що мала всі образи та один дзвін і стояла в селі до зведення мурованої.
Нинішня церква, що датується за шематизмом 1915 р., є типовою кам’яною базилікою, збудованою на місці дерев’яної церкви. На 1940 рік в селі було 47 греко-католиків, 46 римо-католиків, 231 реформат, 12 євреїв. З настанням радянських порядків було ув’язнено священика Олександра Еґреші. Церкву спробували перетворити на православну, а в 1948 році храм закрили. Не вдалося влаштувати в приміщенні ані склад, ані спортзал. За документами, церкву зняли з реєстрації 31 жовтня 1977 року. Всі церковні речі були знищені, вцілів лише вівтарний образ, що перебув лихоліття в церкві в Сторожниці.
У 1989 році церкву почали відновлювати, і 1 вересня 1990 року храм уже діяв. Малярську роботу зробили Йосип Двояк та Олександр Береш, столярську – Бейла Донґої та Іван Донічку, а допомагала вся громада.

## Туристичні місця
- храм Різдва Пр. Богородиці (1850)
- Герой роману «Дивний шлюб» відомий Янош Бутлер похований в селі Паладь Комарівці.
Автор роману Ка́льман Мі́ксат (угор. Mikszáth Kálmán) (1847—1910) — один з найвідоміших угорських письменників XIX-XX століть, прозаїк, автор романів, а також безлічі оповідань і есе. В 1900 році побачив світ роман «Дивний шлюб», якому судилося стати найпопулярнішим серед творів письменника. За своїми ідейно-художніми якостями ця книга зрілого Міксата безумовно краща з усіх ним створених. У ній збереглися всі досягнення прози письменника — цікавість і напруженість сюжету, багатого на драматичні моменти, точність, соковитість в малюнку деталей угорського дворянського побуту, розумна і зла іронічність при легкості і витонченості оповідної манери. Навіть така часта в творчості письменника анекдотична основа оповіді є і тут. 
Роман знаменитого угорського письменника Кальмана Міксата (1849-1910) розповідає про ніжну і чисту любов молодого Яноша Бутлера і Пірошкою Горват. З романтичної і зворушливу історію знайомства гімназиста Яноша з тендітною дівчинкою Пірошкою починається цей роман. П'ять років молоді люди мріють про щастя. Янош закінчує університет, просить руки Пірошки і отримує згоду. Але незабаром відбувається подія, яка на довгі роки відсуває плани закоханих. На їх шляху встає підступний і цинічний барон Дері. Він заманює Яноша в пастку і насильно одружує його на своїй дочці Марії, щоб приховати ганьбу - її таємний зв'язок з сільським священиком. "Дивний шлюб" здійснений. Бутлер починає боротьбу за своє щастя.
-

## Відомі люди
- Орлай Іван Семенович — учений-медик, освітній діяч, педагог, письменник.